# Choi Young-mi
Choi Young-mi (en hangeul : 최영미) est une poétesse et romancière sud-coréenne née en 1961.

## Biographie
Choi Yeong-mi est née à Séoul en 1961. Elle obtient une licence en sociologie occidentale à l'université nationale de Séoul puis un master en art à l'université Hongik. Elle fait ses débuts littéraires en 1992 avec la publication de À Sokcho dans la revue culturelle Création et Critique. Son premier recueil de poèmes parait en 1994, À 30 ans, la fête s'est terminée et devient un best-seller en Corée du Sud.
Elle accuse dans un poème titré Goemul le poète Ko Un d'agression sexuelle à l'encontre de jeunes écrivaines,.